# Manuel de la Cruz Tot
Manuel de la Cruz Tot (* 1790 in Cobán; † 1815 in Guatemala-Stadt) war Prócer in Guatemala.
Tot gehörte zur Ethnie der Kekchí.
Tot studierte Grammatik, da er beabsichtigte ein Colegio zu besuchen.
Er war ein vielbeschäftigter Dolmetscher. Er hielt sich abwechselnd in Cobán und Guatemala-Stadt auf.
Am 12. Dezember 1802 gab Tot für ein Verfahren zur Zurückweisung der Erhöhung des Tributos (jährliche Kopfsteuer für Indigenas) eine Erklärung bei der Real Audienca zu Protokoll.

## Conspiración de Belén
1813 war Tot Teilnehmer einer Verschwörung im Convento de Belén ein Ort, an welchem sich heute das Instituto Normal Central para Senoritas Belen in der Zona 1 von Guatemala-Stadt befindet.
Unter dem Vorsitz des Mönches Juan de la Concepción planten Tomás Ruiz, Manuel Julián Ibarra, José Francisco Barrundia, der Mönch Victor Castillo und einige Kolonialbeamte
die Festnahme des Alcalde Mayor, Manuel de Bustamante, seine Ausweisung mit allen Nichtverschwörern nach Spanien, die Befreiung der Gefangenen aus Nicaragua, ihre Bewaffnung, das Konfiszieren der königlichen Kassen, das Ausrufen der Unabhängigkeit. Startzeichen sollte eine Signalrakete um 24.00 Uhr am Heiligen Abend 1813 sein.
Am 21. Dezember 1813 scheiterte diese Verschwörung durch Verrat.
Tot wurde 1815 nach Guatemala-Stadt gebracht, der Kolonialmacht ausgeliefert, gefoltert und in Ketten gelegt.